# 厄斯特松德市镇
厄斯特松德市镇（瑞典語：Östersunds kommun）是瑞典中部耶姆特兰省的一个市镇。其治所位于厄斯特松德。